# 瘦樓 (波士頓)
瘦樓是一幢位於美國馬薩諸塞州波士頓北角赫爾街44號的建築物，因為其極其狹窄而聞名。

## 概述
瘦樓位於波士頓北角赫爾街44號，是一幢極為狹窄的四層小樓。《波士顿环球报》把瘦樓描述為「波士頓最窄的房子」。波士頓地標委員會的更說：「在一座擁有多幢狹窄房子的城市中，這一幢遠遠超越正常……據我們所知，它是波士頓中最窄的房子」。

## 描述
瘦樓俯視時形狀為梯形，面積約為274平方英尺（25.5平方）。瘦樓面向赫爾街的一面闊10.4英尺（3.16米），是其最闊的地方。瘦樓面向街的一面並沒有入口，入口是位於背向街的一面。瘦樓背向街的一面僅闊9.25 英尺（2.82米），且只能從兩邊狹窄的巷道到達。在屋內，牆與牆之間的闊度最長為9.2英尺（2.8米），最窄則為6.2英尺（1.89米），僅能讓一個成年人通過。
儘管瘦樓樓高四層，其內部只有五扇門。截至2005年，其業主為詹妮弗·西莫尼奇和斯賓塞·韋爾頓。
西莫尼奇指出瘦樓的居住環境非常擠迫。他回憶說：「在除夕時，我曾經邀請了10個朋友到這裡慶祝新年。當時，若其中一人要去廁所，所有人都要遷就之……有些人甚至借故走到後院，以避開擠迫的人群。韋爾頓更指出在睡覺時，客人需要睡在壁櫥中。

## 歷史

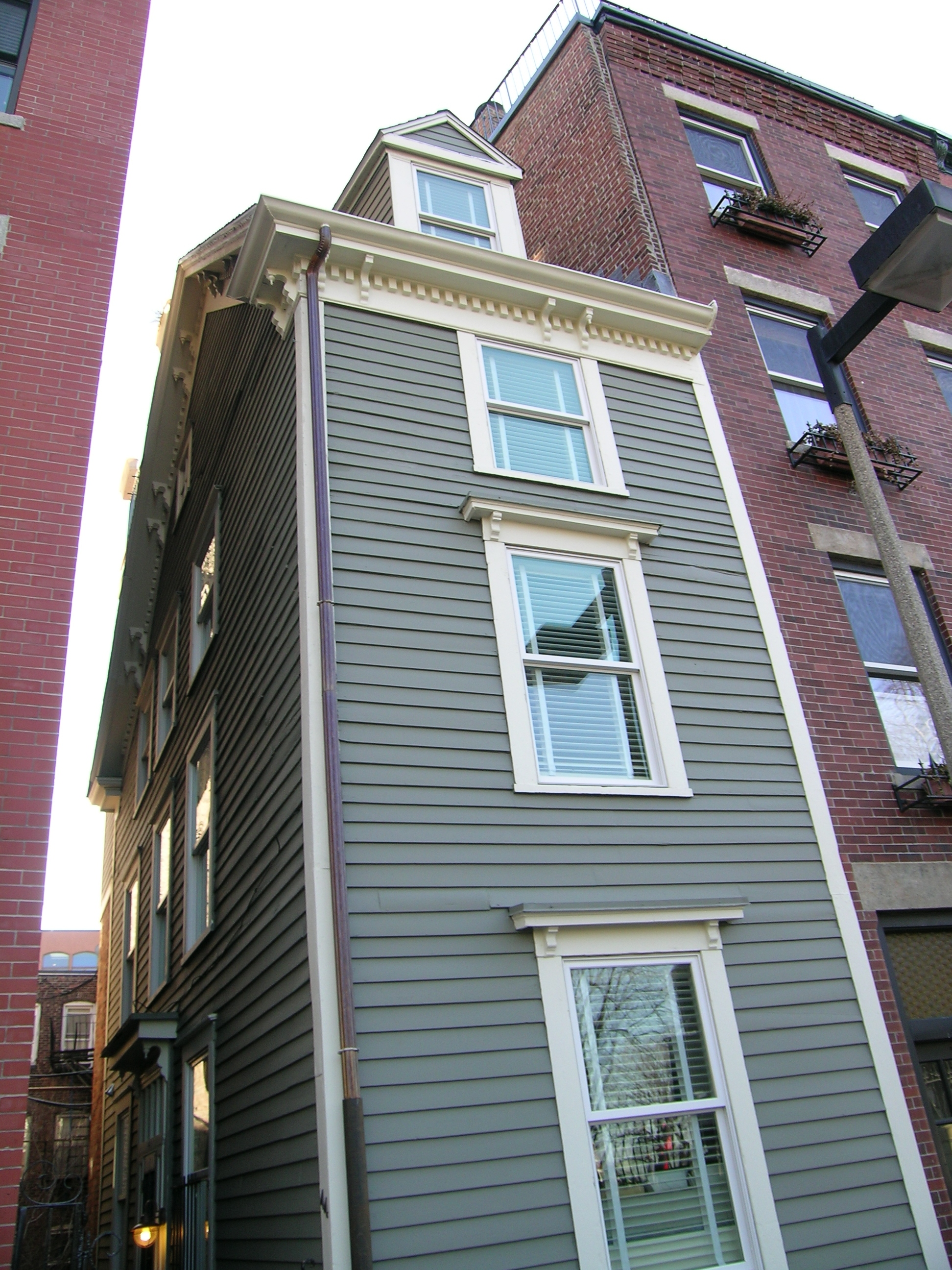
瘦樓仰視圖

瘦樓建於1874年。關於瘦樓被建成這個樣子的原因，至今有兩個說法。其中一個說法指出有兩個兄弟從他們已故的父親手中繼承了一塊土地。當其中一人正在美國南北戰爭中服兵役時，另一人則建了一幢大房子，留下一小塊土地予正在服兵役的兄弟。當他回來時，發現自己只得到小塊土地，因而建了這幢瘦樓阻礙陽光進入其兄弟的房子，以報復其惡行。另一個說法則指出一位建築師為報復其仇人，故建了這幢瘦樓阻礙仇人房子的陽光與空氣流通。

## 照片

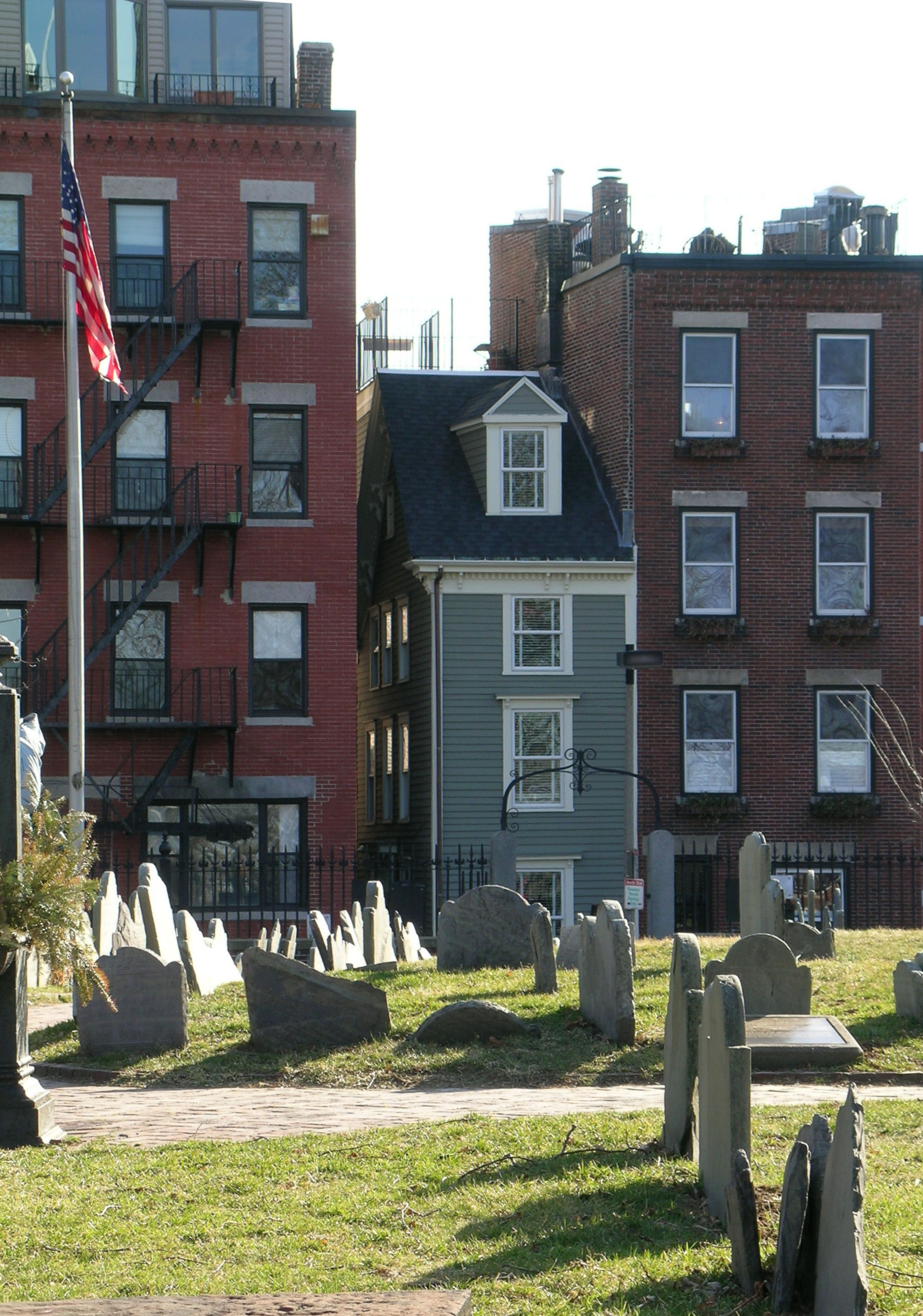
瘦樓與鄰里
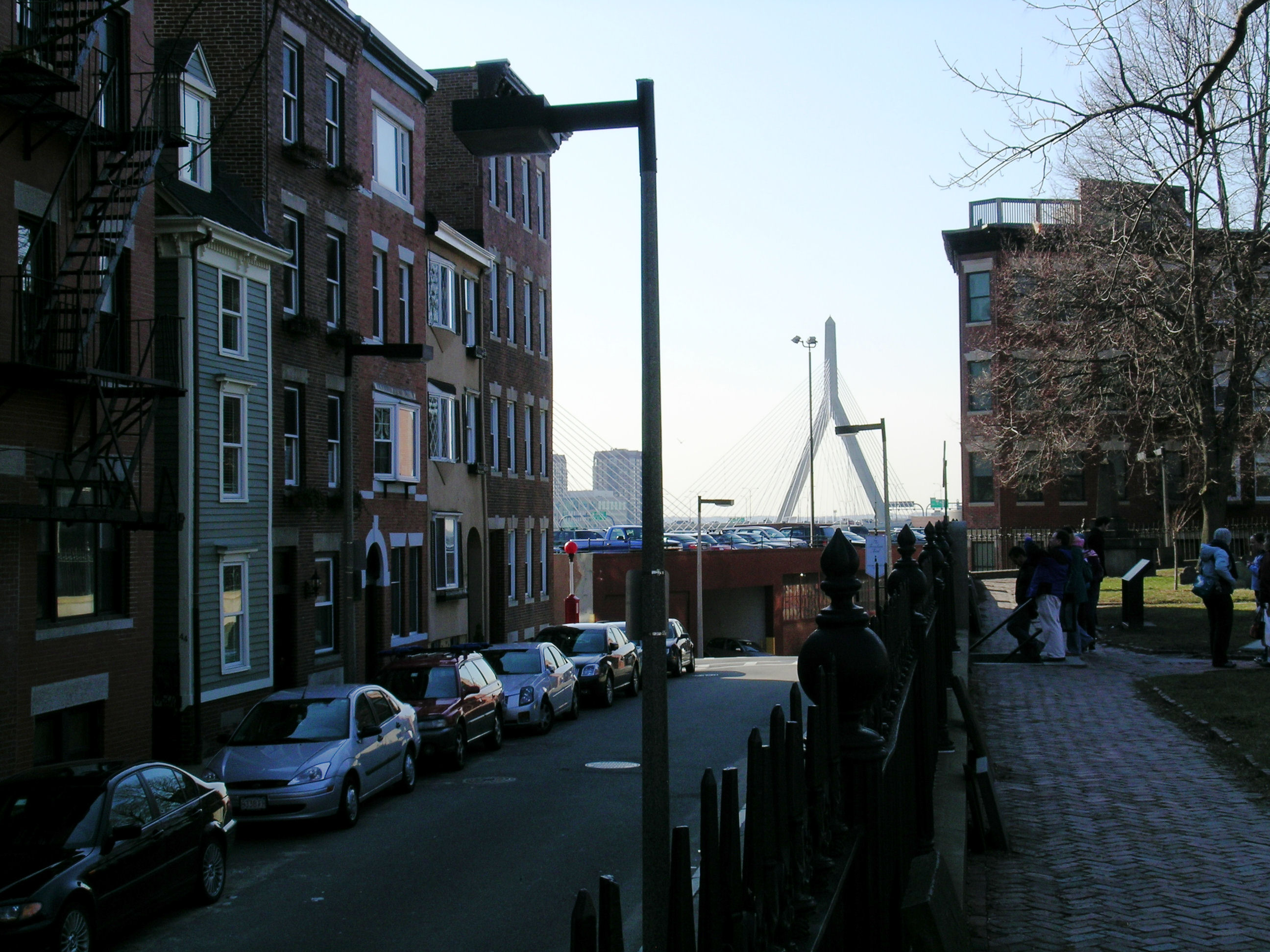
瘦樓所在的赫爾街